# Vlag van Merionethshire

Vlag van Merionethshire

De vlag van Merionethshire is de vlag van het Welshe graafschap Merionethshire. De vlag werd op 2 januari 2015 geregistreerd bij het Flag Institute.
Het ontwerp is aangepast aan de zegel dat door het voormalige provinciebestuur werd gebruikt. Dit is op zijn beurt weer afgeleid van de anachronistische beschrijving van een banier dat door de mannen van Merioneth werd gedragen tijdens de Slag bij Azincourt, in het gelijknamige gedicht uit de 17e eeuw van Michael Drayton. Hier schreef hij over "drie geiten die dansten "gainst a rising sun"; het schild was blauw, een gouden zon en drie witte geiten. Speculaties over deze ongebruikelijke opstelling suggereren een verband met Cader Idris, waar geiten graasden en waarachter de zon opkwam. De vlag houdt dus niet alleen een thema in stand dat al zes eeuwen met Merioneth wordt geassocieerd, maar is ook een zeer opvallend ontwerp - geen enkele andere vlag heeft een zon in deze positie en de opstelling is uniek voor Merioneth.